# Дароприношение Духу очага
День поклонения духам-хранителям домашнего очага (вьет. Ông Táo chầu trời, онг тао тяу чой) — праздник, отмечаемый во Вьетнаме 23 дня 12-го лунного месяца (за семь дней до вьетнамского Нового года). Считается, что духи домашнего очага (Táo quân) целый год охраняют семью от напастей и бед, но 23-го числа 12-го лунного месяца отправляются к Небесному Императору с отчётом, а в канун Нового года возвращаются в дом.

## Традиция
Праздник оформился в период царствования династии Чан и, вероятно, имеет китайские корни. По мнению некоторых исследователей, культ бога очага идёт от времён огнепоклонничества.
Три бога очага — это, согласно преданию, трое вьетнамцев, Чонг Као (Trọng Cao), его жена Тхи Ни (Thị Nhi) и её второй муж Фам Ланг (Phạm Lang). Тхи Ни не ладила с Чонг Као и покинула его, выйдя замуж за Фам Ланга. Чонг Као отправился искать её и случайно попросился на ночлег в доме Тхи, не узнав её. Тхи Ни же узнала Чонга и уложила его в стогу сена, не желая, чтобы отсутствующий Фам Ланг узнал о его присутствии. Когда Фам Ланг вернулся, то он поджёг стог, чтобы получить золу для удобрения почвы. Чонг Као сгорел в пламени, а Тхи Ни, увидев это, бросилась в огонь следом. Фам Ланг от горя последовал за ней. Любовь троих разжалобила Небесного императора, и он превратил их в духов очага.
В этот день люди обычно покупают две мужские и одну женскую бумажную шляпу и несколько карпов (либо живых, либо бумажных). Символом духов домашнего очага являются карпы. Для того, чтобы духи очага верхом на карпах быстрее доставили сообщения, семьи после молитвы отпускают живых карпов в реки и водоемы. В некоторых семьях есть иная традиция — после совместной молитвы они сжигают карпов, сделанных из бумаги. Всех предметов должно быть по три — по числу богов. Также в этот день в жертву духам можно приносить чучела, одежду и обувь из бумаги — всё это сжигается.

## Телевидение
С 2003 года в 20 часов в последний день года на шести каналах вьетнамского телевидения (VTV1, VTV2, VTV3, VTV4, VTV5, VTV6) показывают передачу «Встреча в конце года», Тао куан телевизионной станции Вьетнама. Программа посвящена вопросам экономики, культуры, медицины и прочих событий прошлого года. О них рассказывают в юмористическом ключе, сопровождая народными песнями и драмой. Вьетнамцы часто считают, это традиционный элемент празднования Нового года.
Среди персонажей — известные артисты, например, Куок Кхань (Quốc Khánh) в роли императора, Суан Бак в роли Нам Тао (Nam Tào), Конг Ли в роли Бак Дау (Bắc Đẩu). Распределение персонажей зависит от сюжета каждого года. С 2010 года расширенную версию программы выпускают на DVD за неделю до Нового года.